# Kajen (Ceper)
Kajen is een bestuurslaag in het regentschap Klaten van de provincie Midden-Java, Indonesië. Kajen telt 2557 inwoners (volkstelling 2010).